# Cobasna
Cobasna (in russo Колбасна)  è un comune della Moldavia controllato dalla autoproclamata repubblica di Transnistria. È compreso nel distretto di Rîbnița. Ospita il più grande deposito d'armi dell'Europa orientale.

## Geografia antropica
Il comune è formato dall'insieme delle seguenti località:
- Cobasna (Колбасна)
- Suhaia Rîbnița (Сухая Рыбница)
- Cobasna st.